# Hornbergbecken

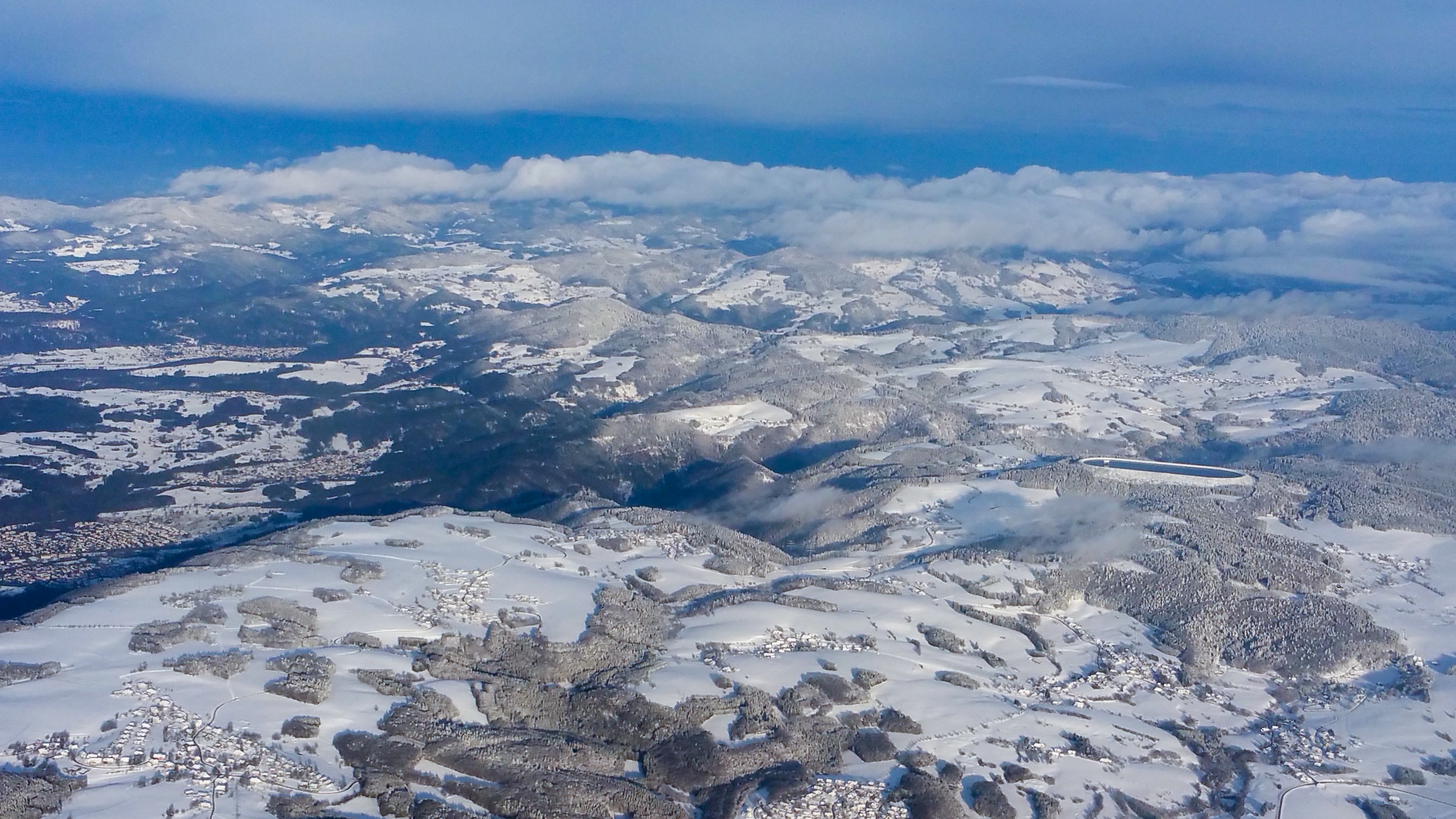
Das Hornbergbecken auf einer Luftaufnahme vom 31. Januar 2015

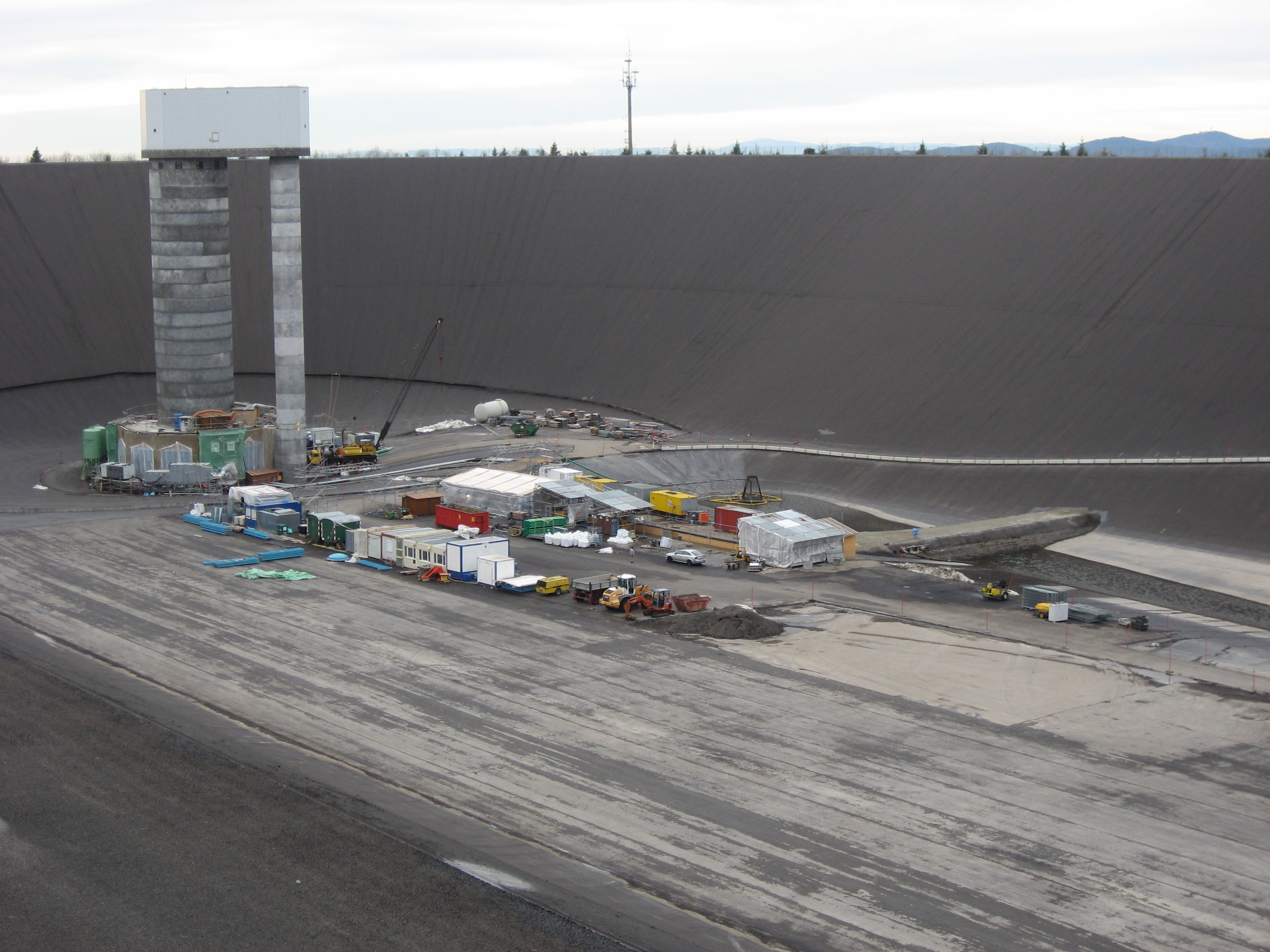
Hornbergbecken während seiner Sanierung im November 2008

Das Hornbergbecken ist das Oberbecken des Pumpspeicherkraftwerks Wehr, dessen Unterbecken die Wehratalsperre ist. Es liegt bei Herrischried (Ortsteil Hornberg) und bei der Stadt Wehr im Landkreis Waldshut in Baden-Württemberg auf der Kuppe des Langen Ecks, des höchsten Bergs des Hotzenwaldes. Es wurde 1975 in Betrieb genommen, dient allein der Stromerzeugung im Pumpspeicherbetrieb und wird betrieben von der Schluchseewerk AG.
Wenige hundert Meter südlich des Hornbergbeckens sollte als Teil des zukünftigen Pumpspeicherkraftwerks Atdorf bis 2021 das Hornbergbecken II entstehen. Mit fast 1 km Länge und 9 Millionen m³ Speicherraum sollte es deutlich größer ausfallen als das bereits bestehende Hornbergbecken. Am 11. Oktober 2017 teilte die EnBW mit, das Projekt nicht weiterzuverfolgen.

## Bauwerk
Das Hornbergbecken ist mit seinem Stauziel auf 1048 m ü. NHN die höchstgelegene Stauanlage Deutschlands. Das 700 m lange, 300 m breite und 46 m tiefe Becken hat einen Ringdamm mit einer Grundrissform wie ein Stadion (Halbkreise mit Geradenstücken). Der Staudamm besteht aus Fels- und Erdmassen. Er ist auf der Innenseite durch Asphaltbeton abgedichtet und die Außenseite ist durch die Begrünung vor Erosion geschützt. Im Becken stehen zwei Türme, der Einlaufturm und der Aufzugturm. Beide Türme sind an ihrem Kopfende miteinander verbunden. Der Zugang zum Aufzugsturm erfolgt über einen Gang, welcher unter der Beckensohle verläuft.

## Pumpspeicherbetrieb
Das Wasserkraftwerk mit dem Wasserschloss ist als Kavernenkraftwerk ausgeführt. Die elektrische Nennleistung der vier Turbinen beträgt zusammen 910 MW, beim Pumpen 980 MW.
Im Pumpbetrieb wird ein Volumenstrom von bis zu 144 m³/s erzielt, womit 7,9 Stunden benötigt werden, um 4,1 Millionen m³ Wasser aus dem 625 m tiefer gelegenen Unterbecken in das Hornbergbecken zu befördern. Sein Gesamtfassungsvermögen von 4,4 Millionen m³ reicht aus, um im Volllast-Turbinenbetrieb Strom für 6,8 Stunden zu erzeugen (Ausbauwassermenge 180 m³/s). Der Wasserspiegel im Staubecken senkt sich dadurch um 36 m.

## Tourismus
An der Südseite der Dammkrone ist eine Stelle touristisch erschlossen und als Aussichtspunkt hergerichtet. Von hier aus lässt sich ein Blick in das Becken werfen. An Tagen mit entsprechendem Wetter umfasst die Fernsicht von hier aus nach Süden die Alpenkette von den Allgäuer Alpen bis zum Mont Blanc. Der Aussichtspunkt ist von einem östlich unterhalb der Dammkrone gelegenen Parkplatz in wenigen Minuten erreichbar. Hier beginnen auch Rundwanderwege um das Becken herum. Der Rundweg über die Dammkrone ist für Touristen gesperrt (Gefahr).